# Le Grand Soir
Le Grand Soir är en schweizisk-fransk dramafilm från 1976 i regi av Francis Reusser.

## Utmärkelser
Filmen vann Guldleoparden vid Internationella filmfestivalen i Locarno 1976.

## Rollista i urval
- Niels Arestrup - Léon
- Jacqueline Parent - Léa
- Jacques Roman - Félix
- Arnold Walter - Raoul
- François Berthet - René
- Marina Bucher - Marina